# Velencei-hegység

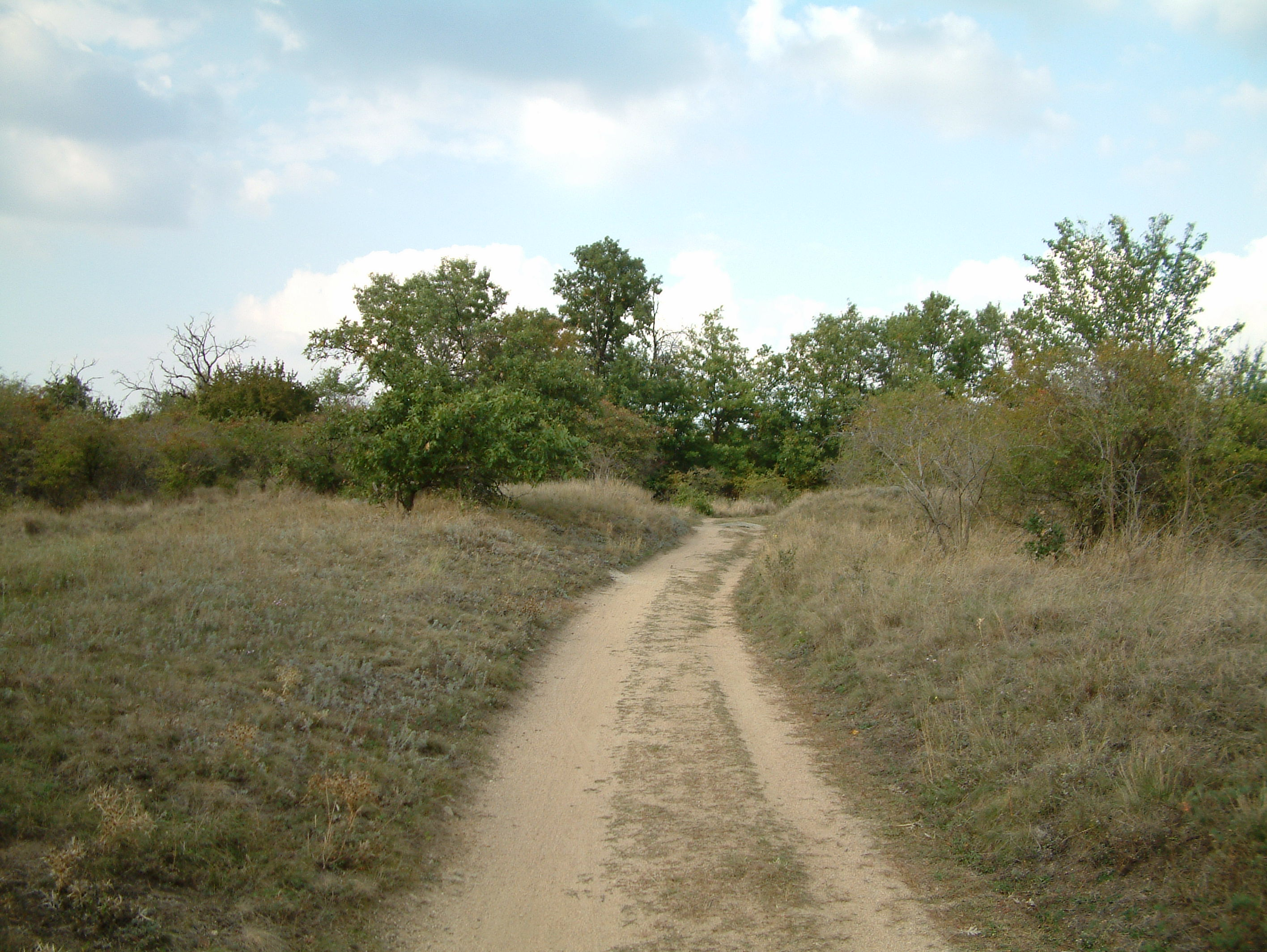
Út az Angelika-forrás közelében

Fejér vármegye középső részén, a Velencei-tótól északra, nagyjából vele párhuzamosan húzódik Magyarország variszkuszi hegységmaradványa, a Velencei-hegység, amelyet javarészt a földtörténeti óidőben (paleozoikum) keletkezett mélységi magmás kőzet, a gránit épít föl. Magyarország legöregebb hegysége. Geológiailag igen stabil, ezért itt (egész pontosan Nadapon) találhatók az Adriai-tenger és a Balti-tenger szintjéhez igazított szintezési alappontok. Viszonylag kis területe ellenére rendkívül sokszínű kőzetanyaggal rendelkezik, legfőbb látványosságának a Magyarországon egyedülálló ingókövek számítanak. Legmagasabb pontja a 352 méter magas Meleg-hegy.

## Leírása
A Dunántúli-középhegység 80 km²-es kistája. Legmagasabb pontja, a Meleg-hegy mindössze 352 m magas, ezért a kistáj földrajzilag dombságnak számít. Állandó vízfolyása nincs, de sok forrás ered itt. A hegység talaja agyagos, barna erdőtalaj.

### Különlegességei
- A velencei gránit, a dombság fő tömege 15×7 km²-en bukkan felszínre; fúrásokban még a Balaton-vonal mentén jelenik meg. A magmás testet több helyen a szilur „palaköpeny” burkolja; ebben a gránit kontakt elváltozásokat okozott. Az utómagmás folyamatok során keletkezett fluoritot Szűzvár és Pákozd mellett bányászták (1952–1961 között), a szfalerit-galenites (cink-ólom) ércesedést pedig Pátkán (1964–1972 között). Ezek mellett iparilag nem jelentős, molibdenites kvarcerek is kialakultak.[1]
- Az ingókövek közül a legszebbek az Oroszlán-kő sziklái, a Pandúr-kő, a Meleg-hegy, valamint a Sukoró fölötti Csöntér-hegy alakzatai.
- Ez hazánk egyik olyan területe, ahol a gránit közvetlenül a felszínen vizsgálható.
- Nadap mellett található Magyarország szintezési alappontja.

### Barlangjai
A hegységben 15 barlang és egy barlangnak nevezett, mesterséges üreg van.
- A tektonikus barlangok a pázmándi Zsidó-hegynek az andezites sziklafalában alakult Szedres-barlang és a Hasadék-barlang. Ennek a sziklafalnak a törmeléklejtőjében négy álbarlang keletkezett, például az Endrina-barlang és a Maléza-barlang. Az oldalnyomás megszűnte miatt, aprózódással alakult ki a már 1295-ben említett Likas-kő, amely kvarcitban jött létre.
- Mállással nyolc barlang keletkezett az exhumálódott, gyapjúzsákszerű gránittömbökben, a hegység nyugati részén, Pákozd határában. A leglátványosabb a Pandúr-kő öt barlangot, a Kis-barlangot, a Zsivány-barlangot, a Teraszos-barlangot, az Osztott-barlangot és a Háromszájú-barlangot tartalmazó gránitszirtje.
- Mesterséges ürege a löszben kialakított, jelenleg 57 méter hosszúságban bejárható, bekúszható Pákozdvári-barlang.[3]

A leghosszabb barlangok:
1. Zsivány-barlang, gránit, Pákozd, 14,5 méter hosszú
2. Maléza-barlang, andezitagglomerátum, Pázmánd, 10,3 méter hosszú

A Velencei-hegység 15 természetes keletkezésű barlangjának a hossza 67 méter.

### Források

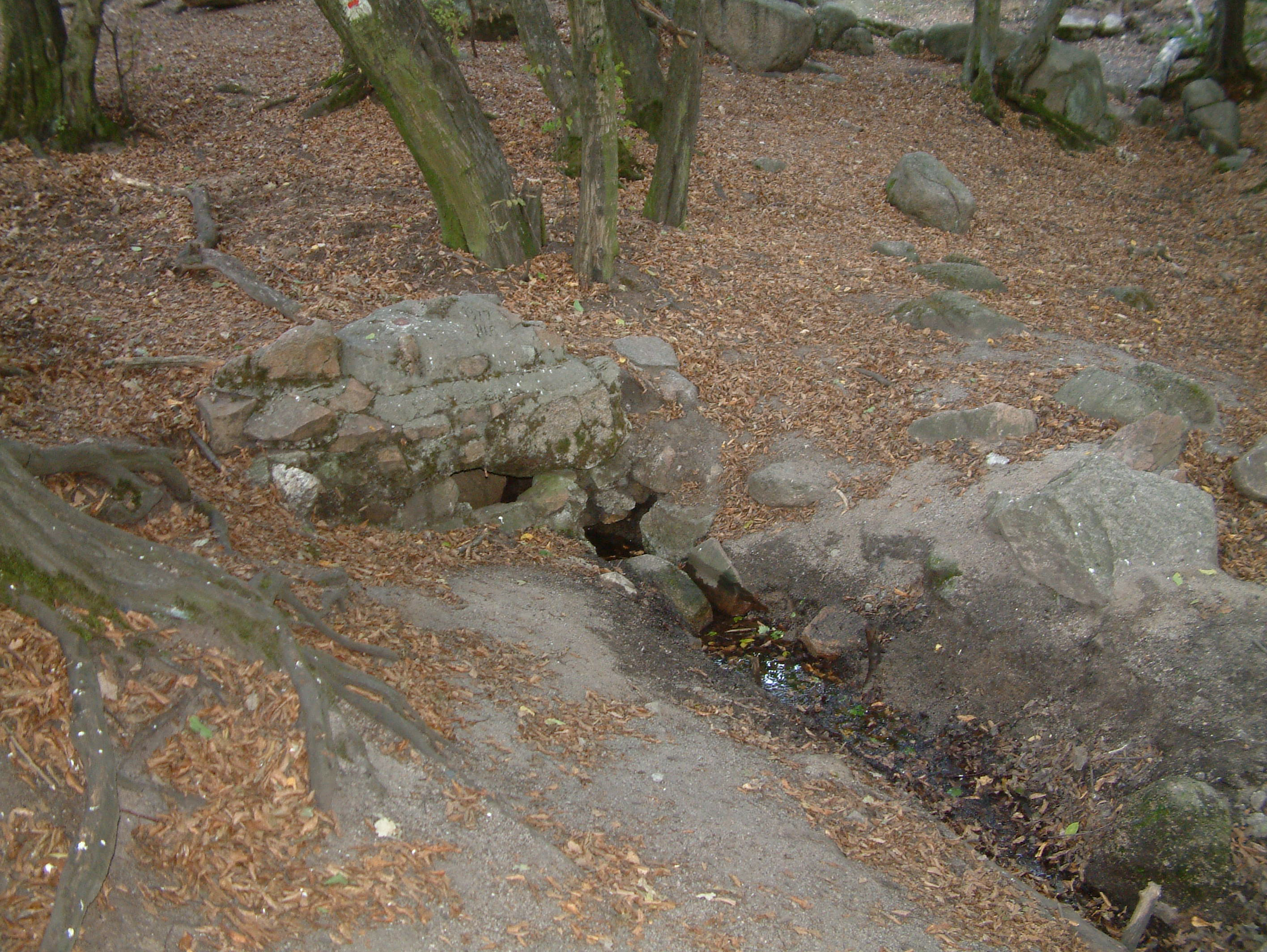
Angelika-forrás

### Tanösvények
- Gránit-tanösvény (Pákozd)
- Pákozd-Sukorói Arborétum, ahol halászati és tájmúzeum, illetve erdőgazdálkodási tanösvény is működik.

## Élővilága
- Északi oldal:

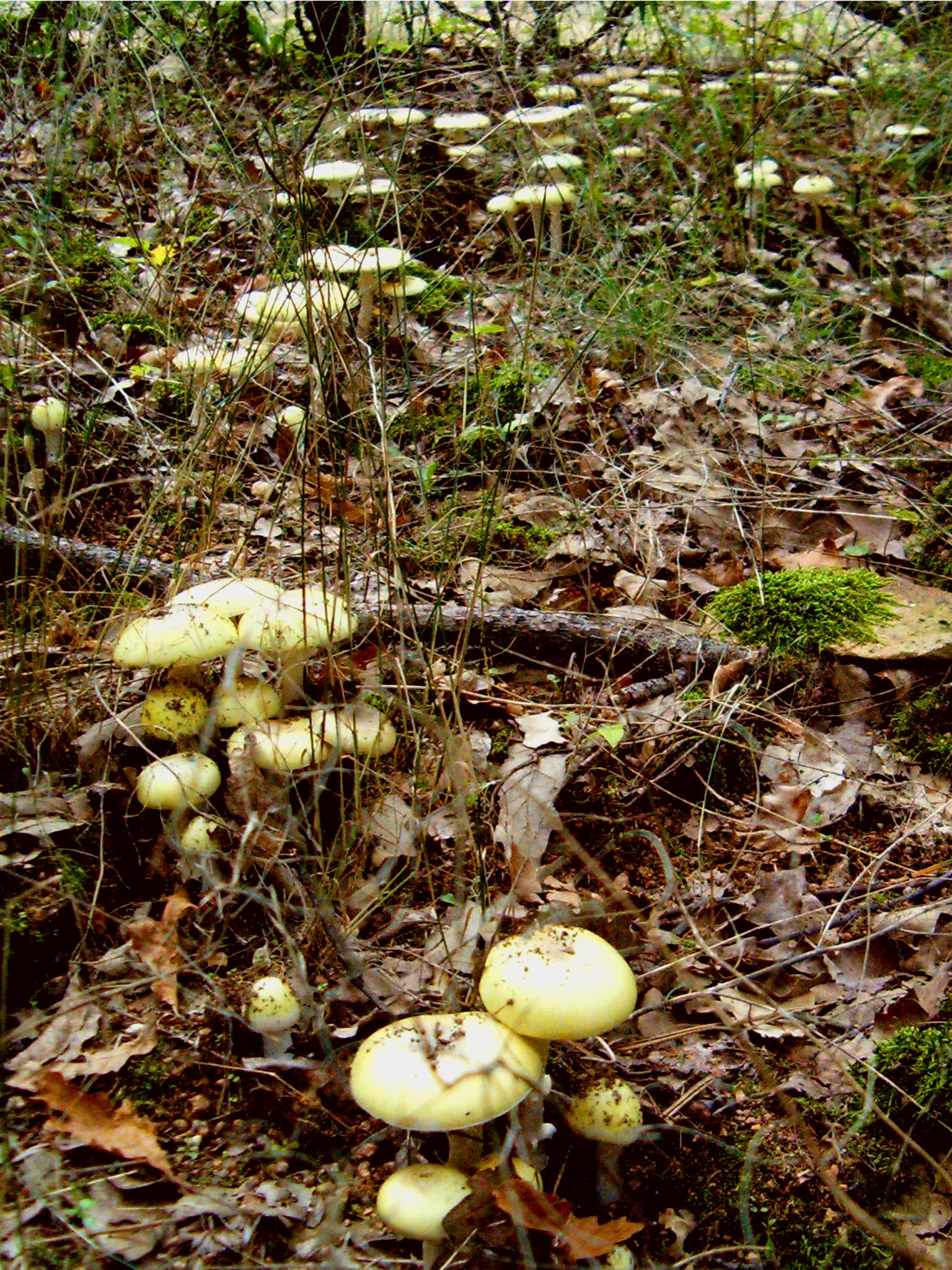
Gyilkos galóca a Velencei-hegységben

A nagy erdők leggyakoribb fái a kocsánytalan tölgy, a cser 43%, a juhar3%, a közönséges gyertyán 2%. Elegyfák: akác 18%, virágos kőris 3%, fenyő 9%, egyéb 1%).
- Déli oldal:

Kevésbé erdős: völgyek, tisztások, dombhátak, löszfalak, szőlő- és gyümölcsöskertek, nyaralók tagolják.
alkalmas a minőségi borok termelésére. A Bence-hegyen szőlőskertek és védett pincesorok találhatóak. A Velencei-tó környéki Borút Egyesület tagjai borpincéikbe várják a látogatókat. A legelterjedtebb szőlőfajták: a zöld veltelini, rajnai rizling, olaszrizling, chardonnay, rizlingszilváni, ezerfürtű és a zweigelt. Egyre többen telepítenek minőségi bor készítésére kiváló hagyományos kékszőlőfajtákat (cabernet sauvignon) és hungarikumokat (zengő). A velencei borvidéken termelt borok 95%-a fehér-, 5%-a vörösbor.

### Érdekességek
Gombavilága különlegesnek számít Magyarországon, különlegessége a gránit aljzat, ami Magyarországon csak itt és Mórágy mellett fordul elő. A galóca (amanita) fajok tömege található itt.